# استلانتیس
استلانتیس ان.فی. (به هلندی: Stellantis N.V.) شرکت خودروسازی چندملیتی است، که دفتر مرکزی آن در شهر هوفددورپ هلند مستقر می‌باشد و در زمینه طراحی، توسعهٔ فناوری و تولید انواع خودروها، ماشین‌آلات صنعتی و قطعات آنان فعالیت می‌کند. این شرکت در ژانویه ۲۰۲۱ از ادغام دو گروه پی‌اس‌ای و فیات‌کرایسلر متولد شد و از ۱۴ برند خودرو تشکیل‌شده که عبارت‌اند از: آبارت، آلفارومئو، سیتروئن، داج، دی‌اس، فیات، جیپ، کرایسلر، لانچیا، مازراتی، اوپل، رم، پژو و واکسول.
در سال ۲۰۲۳ میلادی این شرکت پس از گروه فولکس‌واگن، تویوتا و گروه هیوندای موتور در جایگاه چهارمین خودروساز بزرگ جهان قرار گرفت. کارخانه‌های استلانتیس در ۳۰ کشور جهان مشغول به تولید خودرو هستند.

## تاریخچه
در سال ۲۰۱۹ گروه فیات‌کرایسلر که در آستانه ورشکستگی بود به شرکت فرانسوی رنو پیشنهاد ادغام داد و به توافقات اولیه نیز دست پیدا کرد؛ اما دولت فرانسه جلوی این ادغام را گرفت زیرا نگران ازدست‌دادن زیرساخت‌های خود بود و دولت فرانسه با مداخله در این فرایند از ادغام رنو در گروه فیات‌کرایسلر جلوگیری کرد و این مداخله در مجله اکونومیست نیز بازتاب داشت. از آنجایی که رنو سهامدار شرکت نیسان است و نیسان و رنو در قالب اتحاد رنو–نیسان–میتسوبیشی همکاری‌های گسترده دارند، نیسان نیز نگران روابطش با رنو بوده و به همین دلیل مخالف این ادغام بود.
پس از شکست در این گفتگوها، شرکت فیات‌کرایسلر به سوی گروه پی‌اس‌ای رفته و به آنان پیشنهاد ادغام داد. در تاریخ ۲۱ دسامبر ۲۰۲۰ کمیسیون اروپا با این ادغام موافقت نمود و در ژانویه سال ۲۰۲۱ سهام شرکت جدید تحت عنوان استلانتیس در بازارهای بورس میلان، پاریس و نیویورک عرضه شد.

## ساختار
برندهای زیرمجموعه استلانتیس در ۲۰۲۱، سال تشکیل، شامل موارد زیر بود:
| برند          | بنانهاده | جایگاه                     |
| ------------- | -------- | -------------------------- |
| جیپ           | ۱۹۴۱     | اس‌یووی جهانی               |
| کرایسلر       | ۱۹۲۵     | برندهای اصلی               |
| داج           | ۱۹۱۴     | برندهای اصلی               |
| فیات          | ۱۸۹۹     | برندهای اصلی               |
| لانچیا        | ۱۹۰۶     | برندهای اصلی               |
| سیتروئن       | ۱۹۱۹     | برندهای اصلی               |
| پژو           | ۱۸۸۲     | برندهای اصلی               |
| اوپل          | ۱۸۶۲     | برندهای اصلی               |
| واکسول        | ۱۹۰۳     | برندهای اصلی               |
| فیات پروفشنال | ۱۸۹۹     | کامیون و وسایل نقلیه تجاری |
| رم            | ۲۰۱۰     | کامیون و وسایل نقلیه تجاری |
| آبارت         | ۱۹۴۹     | اسپرت                      |
| موپار         | ۱۹۳۷     | اسپرت                      |
| پژو اسپورت    | ۱۹۸۱     | اسپرت                      |
| آلفا رومئو    | ۱۹۱۰     | ممتاز                      |
| دی‌اس اتومبیلز | ۲۰۱۴     | ممتاز                      |
| مازراتی       | ۱۹۱۴     | لوکس                       |